# مچ
مچ نام بندگاهی از بدن است که در مابین کف دست و ساعد یا کف پا و ساق پا قرار دارد.

## استخوان‌ها

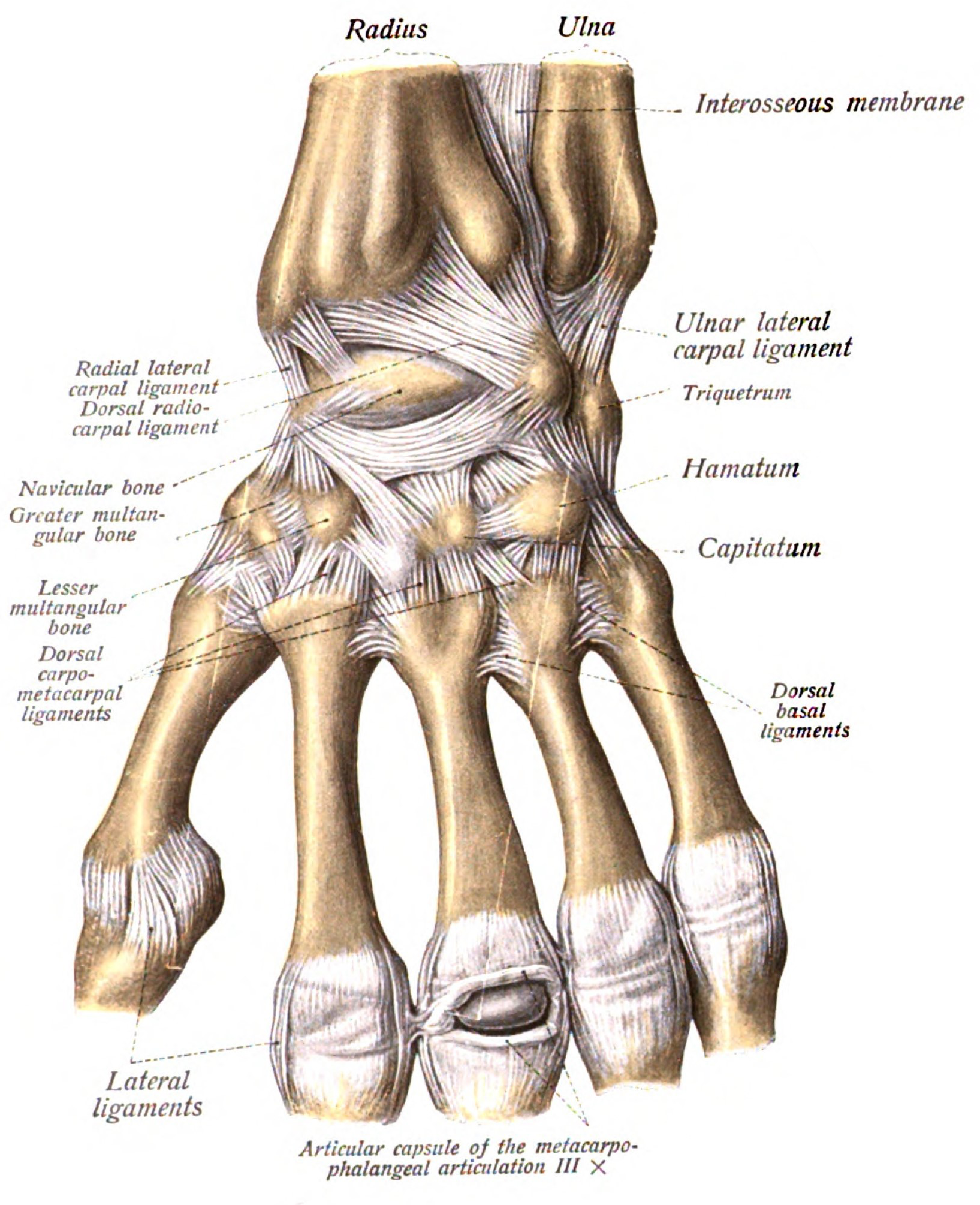
اجزا مچ

در ردیف آغازین مچ دست، چهار استخوانچه وجود دارد که به ترتیب از طرف شست به طرف انگشت کوچک عبارتند از زورقی(اسکافوئید)، هلالی(لونیت)، هرمی(تریکتروم)، نخودی(پیزیفورم). در ردیف پایانی هم چهار استخوانچه قرار دارد که به ترتیب از طرف شست به طرف انگشت کوچک عبارتند از چهارپهلو(تراپزیوم)، شبه ذوزنقه‌ای(تراپزوئید)، سَرسان (کّپیتِیت) و چنگکی(هَمِیت).